# Luiz Thomaz Reis
Luís Tomás Reis (1878-1940) foi um militar brasileiro, conhecido por seu trabalho como cinegrafista da missão de Cândido Rondon. Participou da equipe técnica do filme Rituais e Festas Bororo de 1917, que retrata cenas de rituais bororos e contém comentários em texto.

## Artigos relacionados
- Aurélio Paz dos Reis
- Robert Flaherty